# Hopetoun (ort i Australien, Western Australia)
Hopetoun är en ort i Australien. Den ligger i kommunen Ravensthorpe och delstaten Western Australia, omkring 460 kilometer sydost om delstatshuvudstaden Perth. Antalet invånare är 584.
Trakten är glest befolkad. Det finns inga andra samhällen i närheten.